# Neoguraleus oruaensis
Neoguraleus oruaensis är en snäckart som beskrevs av Powell 1942. Neoguraleus oruaensis ingår i släktet Neoguraleus och familjen kägelsnäckor. Inga underarter finns listade i Catalogue of Life.